# ГЕС Калузія
ГЕС Калузія (італ. Centrale idroelettrica di Calusia) — гідроелектростанція на півдні Італії в історичному регіоні Калабрія. Знаходячись після ГЕС Тімпагранде, становить нижній ступінь каскаду, створеного в 1922—1931 роках у сточищі річки Нето (тече на схід та впадає в Іонічне море за 10 км північніше Кротоне).
Відпрацьована на ГЕС Тімпагранде вода подається у дериваційний тунель завдовжки 4 км та діаметром 3 метри, прокладений через гірський масив лівобережжя Нето. На останній, крім того, споруджена водозабірна гребля, яка подає в цю систему додатковий ресурс. По завершенні тунелю починається напірний водгін до машинного залу, розташованого на березі Нето.
Зал первісно було обладнано двома турбінами типу Френсіс потужністю по 17 МВт. У 1980-х роках станція, як і інші дві ГЕС каскаду, пройшла суттєву модернізацію, після якої на ній працюють дві турбіни того ж типу, але загальною потужністю 50,5 МВт, котрі використовують напір у 145 метрів.
Відпрацьована вода відводиться у нижній балансуючий резервуар, з якого потрапляє у Нето.